# Warren E. Burger
Warren Earl Burger (17 de setembro de 1907 — 25 de junho de 1995) foi Chefe de Justiça dos Estados Unidos, de 1969 a 1986.
Recebeu a Medalha Benjamin Franklin de 1988. Em 1969 o presidente Richard Nixon o nomeou como chefe da justiça dos Estados Unidos tendo a confirmação pelo senado.